# 雅各布·克里斯特曼

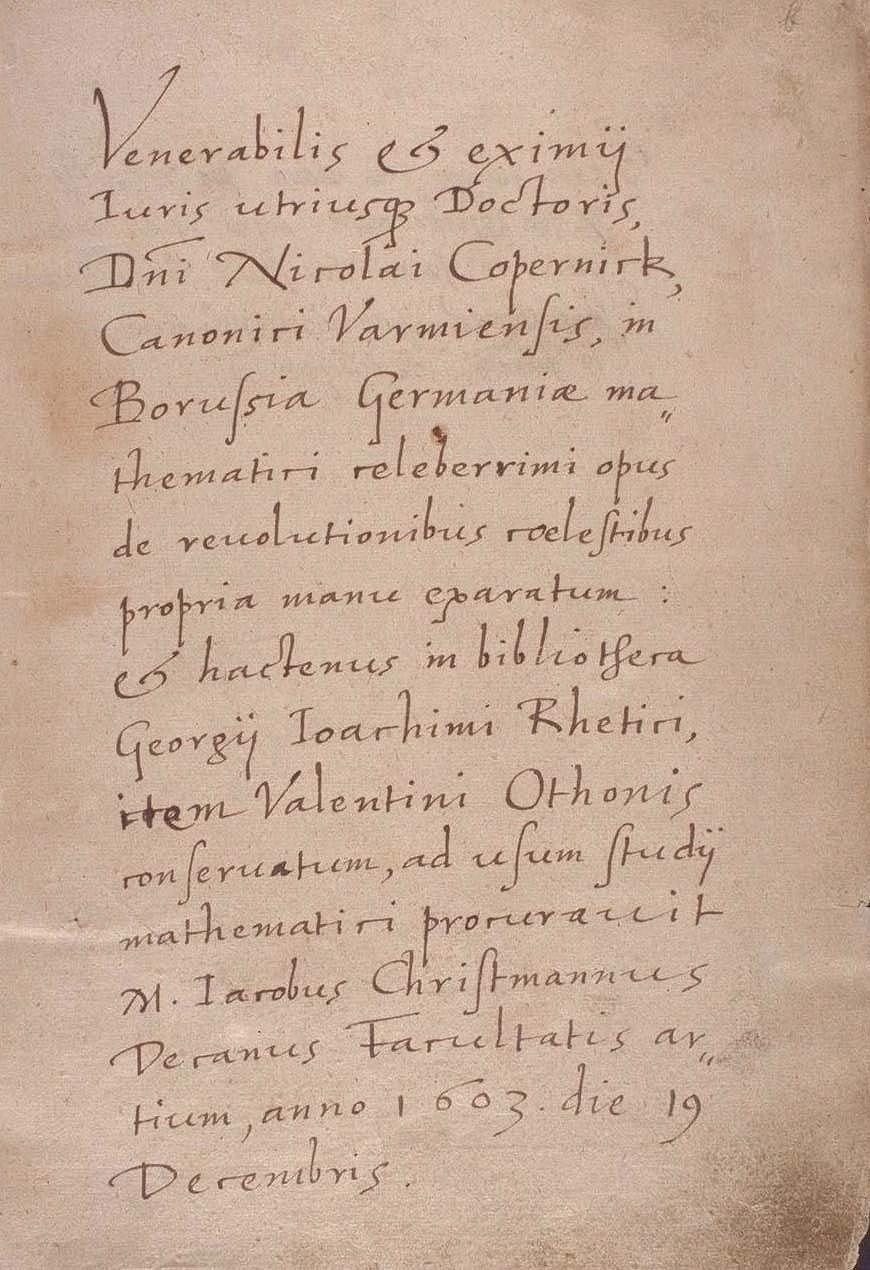
克里斯特曼在天体运行论注解的手稿, 1603年

雅各布·克里斯特曼（德語：Jakob Christmann，1554年11月—1613年6月16日）是一位德國東方學研究者，也專攻天文學的問題。

## 早年

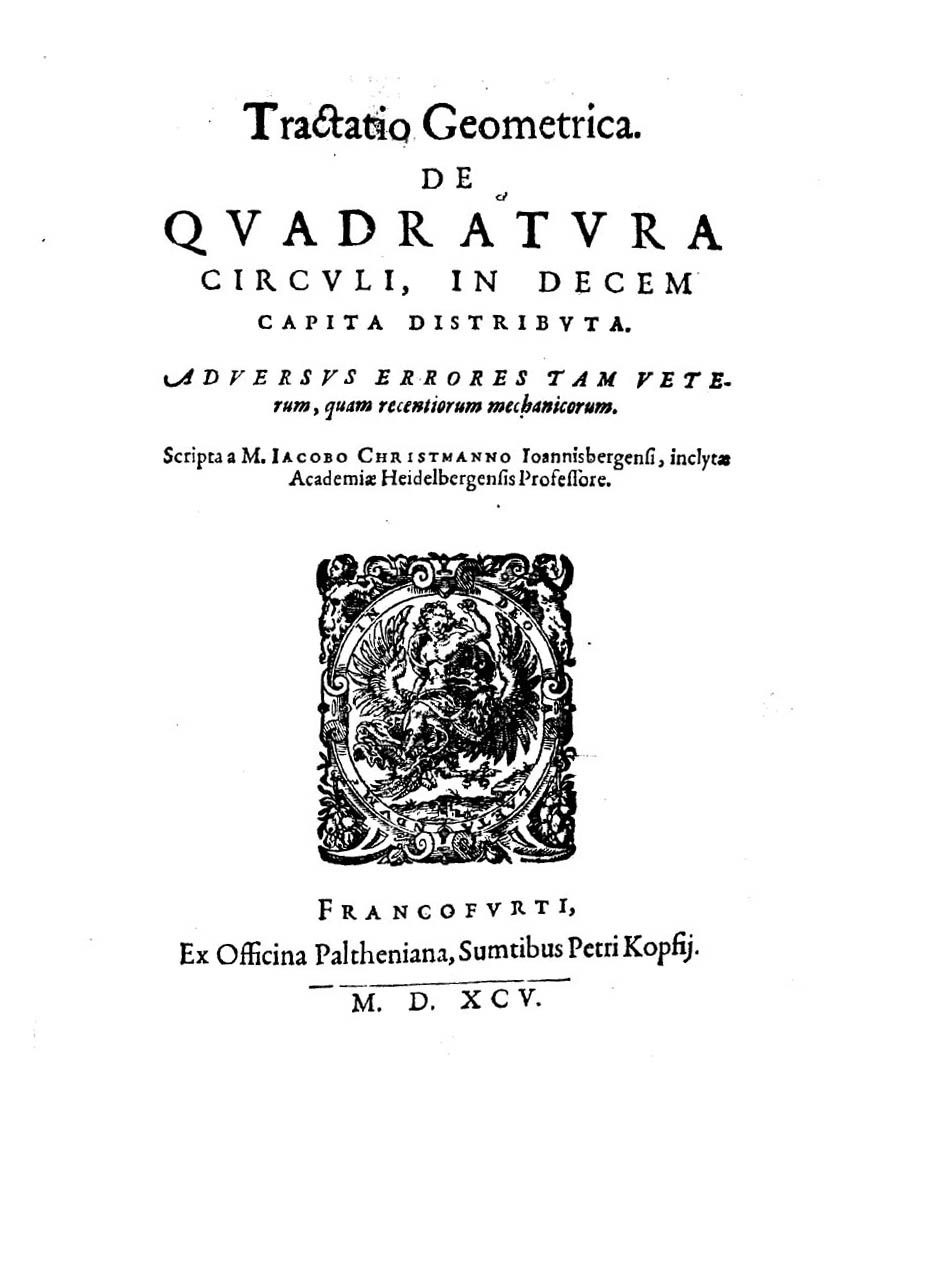
Tractatio geometrica de quadratura circuli, 1595

克里斯特曼在1578年信奉基督教以前，是一位犹太人，在海德堡大学的智慧學院（Collegium Sapientiae）學習東方學，並且成為在迪奧尼索司的教師。他去巴塞爾追隨文藝復興人文主義的托馬斯·埃拉斯圖斯並且繼續在弗羅茨瓦夫、維也納和布拉格展開學習之旅。
1578年，王權伯爵普法爾茨-西梅爾恩的約翰·卡西米爾在酒路新城創立加爾文主義的Casmirianum大學。1582年，克里斯特曼加入了Casimirianum大學的教師，在那裡和他的同事致力於阿拉伯語語法，Alphabetum arabicum。
之後，回歸普法爾茨的改革宗信仰，在1584年，克里斯特曼回到海德堡擔任智慧學院的教師。1585年，經過一連串內部討論後，克里斯特曼就任希伯來語的大學教授。他編輯了紀堯姆·波斯特爾(Guillaume Postel, 1510年-1581年)手稿的目錄，這手稿自從1551年，存在於海德堡城堡。在1590年，他出版了拉丁文翻譯版的费尔干尼的天文學。1609年，在腓特烈四世的支持下，他就任歐洲第二位阿拉伯語的教授。